# CureVac
CureVac N.V. è un'azienda di biofarmaceutica, domiciliata nei Paesi Bassi ma con sede a Tubinga in Germania che sviluppa terapie basate su mRNA.
La principale attività dell'azienda consiste nello sviluppare vaccini contro malattie infettive e farmaci che trattano il cancro e malattie rare.
Fu fondata nel 2000 da Ingmar Hoerr  (attuale amministratore delegato), Steve Pascolo (CSO), Florian von der Mulbe (COO), Günther Jung e Hans-Georg Rammensee, CureVac a maggio 2018 aveva 375 dipendenti..
Collabora con diverse organizzazioni, tra cui Boehringer Ingelheim, Sanofi Pasteur, Johnson & Johnson, Genmab, la fondazione Bill & Melinda Gates Foundation, Eli Lilly and Company, GlaxoSmithKline, Coalition for Epidemic Preparedness Innovations, e la International AIDS Vaccine Initiative..
A dicembre 2020, il vaccino a RNA CVnCoV di CureVac è un candidato per la cura della COVID-19. Sta cominciando la fase III di sperimentazione sull'uomo con 36 500 partecipanti in Germania.